# Jörgen Jonsson
Jörgen Jonsson, född 27 mars 1956, död 25 augusti 2021, var en svensk-samisk renägare och politiker. 

## Biografi
Jonsson föddes som son till Sigvard Jonsson och hans hustru Signhild. År 1976 flyttade familjen till Hallingdal i Norge, men flyttade 1984 tillbaka till Sverige och byn Foskros norr om Idre där familjen fått anställning som renskötare. År 1983 hade man inlett en rekonstruktionen av Idre sameby och Jörgen Jonsson blev 1985 byns ordförande, en post han kom att inneha i nästan 30 år. Under Jonssons tid som byns ordförande engagerade sig samebyn i samisk kultur och man uppförde även ett renslakteri i Foskros.
I slutet av 1980- och början av 1990-talet blev Idre sameby del av rättsprocesser mellan olika markägarintressen och renskötselns behov av vinterbete för ren i Härjedalen och norra Dalarna. Jonsson engagerade sig också politiskt genom Samelandspartiet vilket ledde till att han satt flera mandatperioder i Sametinget. År 2009 blev han ordförande i Svenska Samernas Riksförbund, en post han lämnade 2018 på grund av hälsoskäl. Samma år som Jonsson tillträdde som ordförande för Samernas riksförbund stämde Girjas sameby staten i det som kom att bli känt som Girjasmålet, ett rättsfall som kom att prägla Jonssons ordförandetid.
Jonsson vidtog flera studieresor till södra Grönland för att studera den lokala rennäringen.

## Familj
Jonsson var gift med Agneta, född Dahlbeck. I äktenskapet föddes tre barn. Dottern Martina, född 1994, engagerade sig tidigt i frågan om mental ohälsa bland samer. Hon har bland annat suttit i Särna vårdcentrals patientråd och varit kunskapsreferens för Region Dalarna i ett projekt för psykisk rådgivning åt samer via telefon under 2022–2024. Från 2025 arbetade hon som reporter på SVT Sápmi.